# Pailly (Yonne)
Pailly település Franciaországban, Yonne megyében. Lakosainak száma 291 fő (2022. január 1.). Pailly Villenauxe-la-Petite, Compigny, Plessis-Saint-Jean, Thorigny-sur-Oreuse és Perceneige községekkel határos.

## Népesség
A település népességének változása:
| Lakosok száma | 254  | 273  | 295  | 306  | 313  | 314  | 316  | 304  | 291  |
|               | 2013 | 2015 | 2016 | 2017 | 2018 | 2019 | 2020 | 2021 | 2022 |